# Internazionali Città di Vicenza 2025
Gli Internazionali Città di Vicenza 2025 sono stati un torneo maschile di tennis professionistico. È stata la 18ª edizione del torneo, facente parte della categoria Challenger 75 nell'ambito dell'ATP Challenger Tour 2025, con un montepremi di 91 000 €. Si è giocato dal 26 maggio al 1° giugno 2025 sui campi in terra rossa del Circolo Tennis Palladio 98 di Vicenza, in Italia.

## Partecipanti

### Teste di serie
| Nazionalità   | Giocatore          | Ranking* | Testa di serie |
| ------------- | ------------------ | -------- | -------------- |
| Taipei cinese | Tseng Chun-hsin    | 93       | 1              |
| Svizzera      | Jérôme Kym         | 123      | 2              |
| Lussemburgo   | Chris Rodesch      | 172      | 3              |
| Perù          | Ignacio Buse       | 177      | 4              |
| Croazia       | Duje Ajduković     | 182      | 5              |
| Austria       | Lukas Neumayer     | 183      | 6              |
| Italia        | Federico Arnaboldi | 186      | 7              |
| Danimarca     | August Holmgren    | 188      | 8              |

* Ranking al 19 maggio 2025.

### Altri partecipanti
I seguenti giocatori hanno ricevuto una wild card per il tabellone principale:
- Lorenzo Carboni
- Luca Castagnola
- Francesco Maestrelli

I seguenti giocatori sono entrati in tabellone come alternate:
- Viktor Durasovic
- Mathys Erhard
- Oriol Roca Batalla
- Abedallah Shelbayh

I seguenti giocatori sono passati dalle qualificazioni:
- Marco Cecchinato
- Andrés Santamarta Roig
- Gonzalo Bueno
- Joel Schwärzler
- Martin Kližan
- Federico Bondioli

## Punti e montepremi
| Torneo    | Torneo              | V     | F     | SF    | QF    | 2T    | 1T  | Q | Q2  | Q1  |
| Singolare | Punti               | 75    | 44    | 22    | 12    | 6     | 0   | 4 | 2   | 0   |
| Singolare | Premi in denaro (€) | 9,880 | 5,820 | 3,450 | 2,000 | 1,165 | 720 | – | 360 | 185 |
| Doppio    | Punti               | 75    | 44    | 22    | 12    | –     | 0   | – | –   | –   |
| Doppio    | Premi in denaro (€) | 4,250 | 2,450 | 1,480 | 880   | –     | 500 | – | –   | –   |

## Campioni

### Singolare
Tseng Chun-hsin ha sconfitto in finale  Lukas Neumayer con il punteggio di 6–3, 6–4.

### Doppio
Federico Bondioli /  Stefano Travaglia hanno sconfitto in finale  August Holmgren /  Johannes Ingildsen con il punteggio di 6–2, 6–1.